# Greenwood, Nova Scotia
Greenwood är en ort i Kanada.   Den ligger i provinsen Nova Scotia, i den sydöstra delen av landet, 800 km öster om huvudstaden Ottawa. Greenwood ligger 27 meter över havet och antalet invånare är 6 915. Greenwoods flygplats ligger i närheten. 
Terrängen runt Greenwood är varierad. Greenwood är det största samhället i trakten. 
I omgivningarna runt Greenwood växer i huvudsak blandskog. Runt Greenwood är det glesbefolkat, med 18 invånare per kvadratkilometer.